# Les Crosets
 (mars 2019).
Si vous disposez d'ouvrages ou d'articles de référence ou si vous connaissez des sites web de qualité traitant du thème abordé ici, merci de compléter l'article en donnant les références utiles à sa vérifiabilité et en les liant à la section « Notes et références ».
Les Crosets est une station touristique située dans le val d'Illiez, dans le canton du Valais en Suisse.

## Situation

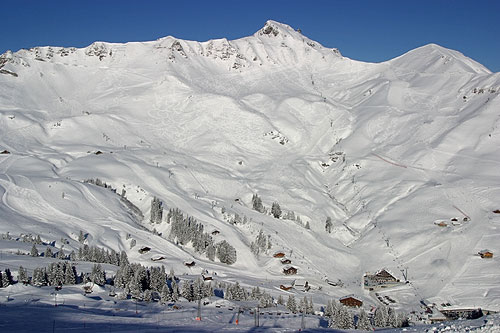
Les Crosets avec la Pointe des Mossettes

La station fait partie des Portes du Soleil et se trouve à une altitude de 1668 mètres sur un versant ensoleillé. Le village se trouve à 9 kilomètres du village de Val d'Illiez qui est le point de départ d'une route sinueuse qui mène aux Crosets. Un car postal effectue le trajet tous les deux heures. Environ 60 personnes vivent à l'année aux Crosets mais le nombre d'habitants augmente lors de la période hivernale avec 650 personnes dans les hôtels et les dortoirs.

## Tourisme

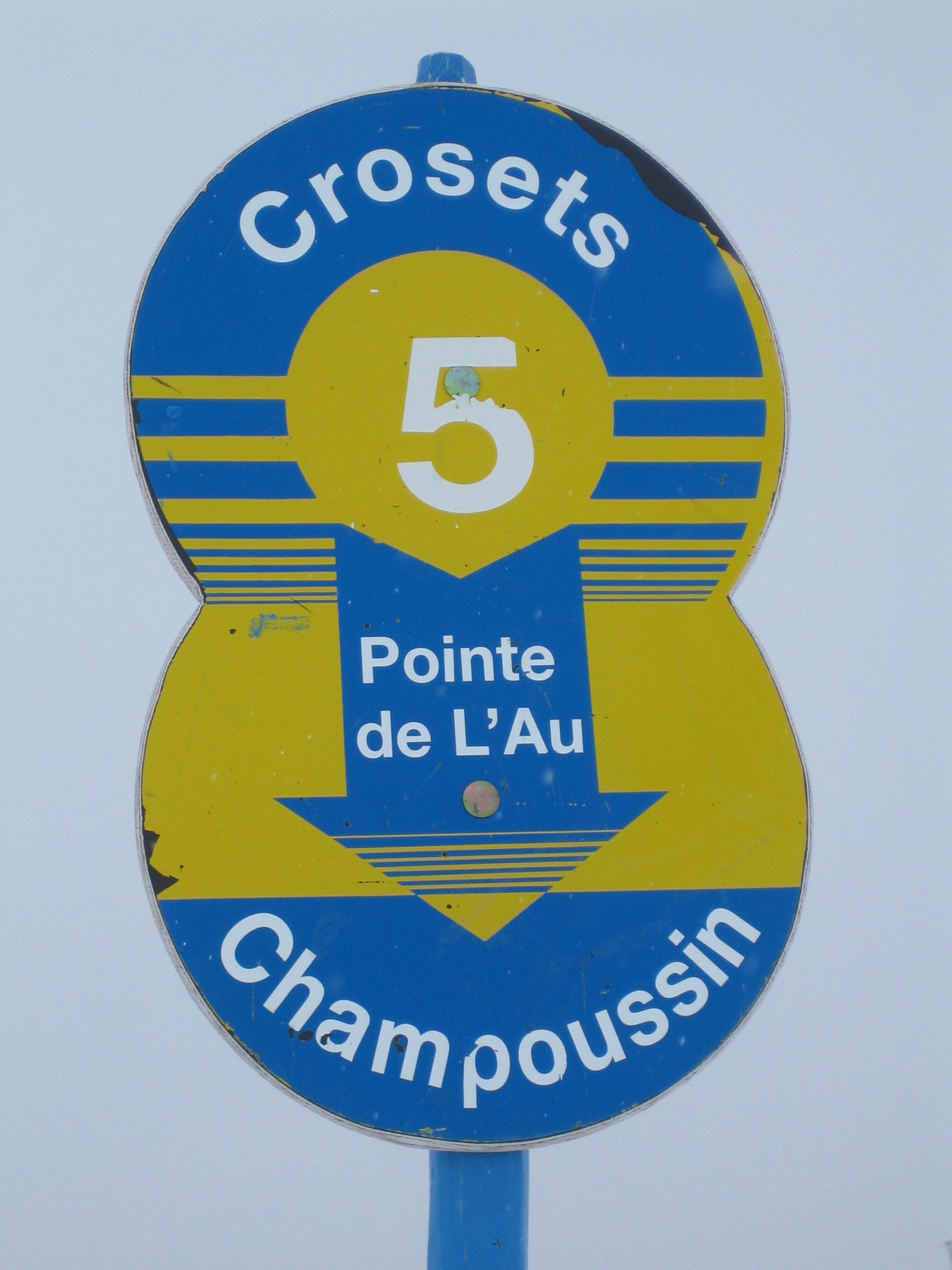
Panneau indiquant une piste bleue aux Crosets

L'économie des Crosets repose sur le tourisme. Le ski alpin et le snowboard en hiver et  les randonneurs et les amateurs de vélo tout-terrain en été assurent les revenus de la station. Il est possible d'atteindre à pied, été comme hiver, la pointe des Mossettes à 2277 mètres. Elle compte également un snowpark réputé dans le domaine du freeski. Il accueillera durant l'hiver 2012/2013 une manche du swiss freeski tour. Il a également accueilli plusieurs années de suite une manche de l'AM Burton (Snowboard).

## Personnalités
La skieuse Corinne Rey-Bellet est originaire des Crosets.